# Saint-Médard-la-Rochette
Saint-Médard-la-Rochette är en kommun i departementet Creuse i regionen Nouvelle-Aquitaine i de centrala delarna av Frankrike. Kommunen ligger i kantonen Chénérailles som tillhör arrondissementet Aubusson. År 2022 hade Saint-Médard-la-Rochette 553 invånare.

## Befolkningsutveckling
Antalet invånare i kommunen Saint-Médard-la-Rochette
Referens:INSEE